# Eurico Gaspar Dutra
Eurico Gaspar Dutra (brasiliansk portugisiska: [ewˈɾiku ɡaʃˈpaʁ ˈdutɾɐ], född 18 maj 1883 i Cuiabá, död 11 juni 1974 i Rio de Janeiro) var en brasiliansk militär och politiker. Han var Brasiliens 16:e president mellan 1946 och 1951.

## Biografi
Eurico Dutra utbildade sig till militär vid ett flertal skolor i Rio Grande do Sul och Rio de Janeiro. Han tog examen vid Escola de Comando e Estado-Maior do Exército 1912. Han deltog inte i Revolutionen 1930.
Mellan 1935 och 1936 ledde han Första Militärregionen i Rio de Janeiro och slog då ner det kommunistiska kuppförsöket mot Getúlio Vargas provisoriska regim. Han utsågs av Vargas till krigsminister 1936 och deltog i upprättandet av Estado Novo och konstitutionen 1937.
Under Andra Världskriget var Dutra bland de militära ledare som motsatte sig en djupare inblandning i konflikten. 
Efter att militären tvingat bort Vargas från makten ställde Dutra upp i presidentvalet i december 1945 med stöd av Partido Social Democratico (PSD) och Partido Trabalhista Brasileiro (PTB). Han tillträdde posten som Brasiliens 16:e president 31 januari 1946.
Dutra avgick från presidentposten 1951 men fortsatte att vara politiskt aktiv. Han stödde militärkuppen 1964 och deltog 1966 i bildandet av Aliança Renovadora Nacional (ARENA), militärregimens stödparti.
Eurico Dutra  avled 11 juni 1974 och ligger begravd på kyrkogården Cemitério de São João Batista i Rio de Janeiro.